# Gaston Starreveld
Gaston Starreveld (Heemstede, 15 februari 1962) is een Nederlands presentator en voice-over.

## Biografie
Starreveld is geboren in Heemstede. Na de basisschool ging hij naar de mavo. Het werd daar toen duidelijk dat hij niet stil kon blijven zitten. Hij verruilde de schoolbanken voor een dj-set en muziek, om mensen te entertainen.

## Tv-doorbraak
In de jaren 80 viel hij tijdens de Haarlem Jazz op bij een medewerkster van Joop van den Ende. Dit resulteerde in een baan als voice-over van het Rad van Fortuin gepresenteerd door Hans van der Togt. In 1997 werkte hij in ShowbizCity, waar delen van televisieprogramma's van RTL nagedaan werden en het publiek de kans kreeg mee te doen. Dit was met het Rad van Fortuin, waar Starreveld de leiding had, Goede tijden, slechte tijden waar Bennie den Haan de gastheer was en enkele mensen uit het publiek een scène mochten spelen uit GTST, een moppenshow met onder andere Harry Engels, enz. Starreveld werkte iets meer dan een jaar voor ShowbizCity, waarna het voor Joop van den Ende te duur werd om dat nog open te houden. Tijdens de programma's Postcode Loterij Recordshow/Sponsorbingo Loterij las Starreveld wekelijks de bingogetallen voor. Bij het nieuwe programma The Price is Right op SBS6, dat van start ging op 27 augustus 2012 is Starreveld opnieuw voice-over.
Tegenwoordig reikt hij op televisie prijzen uit voor de Nationale Postcode Loterij.

## Privé
Gaston Starreveld is getrouwd geweest en heeft vier dochters. In 2012 hertrouwde hij na een verloving van tien jaar.